# Governo Papen
Il governo von Papen è stato in carica dal 1º giugno al 3 dicembre 1932, per un totale di sei mesi e tre giorni. I contemporanei lo definivano ironicamente Governo dei Baroni, in quanto era guidato dal barone Franz von Papen e composto quasi esclusivamente da ministri indipendenti di origini nobili o di formazione accademica. Secondo l'ex collaboratore di Papen Fritz Günther von Tschirschky, l'appellativo, utilizzato anche dagli oppositori del governo socialdemocratici e comunisti, sarebbe stato un'invenzione del capo della propaganda nazionalsocialista Joseph Goebbels.

## Cronologia
- 30 maggio 1932: a causa dell'ostilità del presidente Hindenburg e della maggioranza del Reichstag, il cancelliere Heinrich Brüning viene privato dei "poteri straordinari" concessi e rassegna del dimissioni.
- 31 maggio 1932: su richiesta di Hindenburg, il generale Kurt von Schleicher redige la composizione di un nuovo governo di transizione, con lo scopo di facilitare un eventuale passaggio verso la dittatura militare.[2]
- 1º giugno 1932: il presidente Hindenburg nomina cancelliere Franz von Papen, che forma un governo tecnico di destra, sotto la supervisione di Schleicher.
- 9 luglio 1932: il cancelliere Papen ottiene alla Conferenza di Losanna l'annullamento del pagamento delle riparazioni belliche.[3]
- 20 luglio 1932: il governo Papen, sfruttando i poteri straordinari, pone il governo prussiano sotto la diretta autorità della Cancelleria (Preußenschlag).[4]
- 23 luglio 1932: di fronte all'ostruzionismo francese, il governo Papen dichiara la fuoriuscita della Germania dalla Conferenza sul disarmo promossa dalla Lega delle Nazioni.[5]
- 9 agosto 1932: l'omicidio di Potempa, effettuato dalle "camicie brune" naziste contro il sindacalista Konrad Pietrzuch, porta il governo a inasprire le misure anti-terrorismo (nonostante una maggior tolleranza verso le aggressioni naziste).[6]
- 4 settembre 1932: di fronte alla Grande depressione, il governo vara una politica di austerity, abolendo gran parte del welfare state in favore di tagli fiscali ai grandi industriali.[7]
- 12 settembre 1932: una mozione di sfiducia, promossa dal Partito Comunista e appoggiata dal Centro e dallo NSDAP costringe il cancelliere Papen a indire nuove elezioni federali.[8]
- 6 novembre 1932: le elezioni federali di novembre segnano una vittoria dello NSDAP alle elezioni (33,1% dei voti), che al Reichstag ottiene la maggioranza relativa.
- 17 novembre 1932: il nuovo Reichstag conferma la sfiducia al governo Papen, che nonostante pianifichi un auto-putsch, viene ostacolato dal ministro Schleicher, fiduciario del presidente Hindenburg.[9]
- 2 dicembre 1932: Papen viene privato della Cancelleria dal presidente Hindenburg, incaricando Schleicher di assumere la guida del governo.

## Consiglio dei Ministri
Il governo, composto da 9 ministri, vedeva partecipi:
| Carica                                     | Titolare | Titolare                        | Partito                | Mandato         | Mandato         |
| ------------------------------------------ | -------- | ------------------------------- | ---------------------- | --------------- | --------------- |
| Cancelliere del Reich                      |          | Franz von Papen                 | Indipendente di destra | 1º giugno 1932  | 3 dicembre 1932 |
|                                            |          |                                 |                        |                 |                 |
| Ministro degli Affari Esteri               |          | Konstantin von Neurath          | Indipendente di destra | 1º giugno 1932  | 3 dicembre 1932 |
| Ministro degli Interni                     |          | Wilhelm von Gayl                | DNVP                   | 1º giugno 1932  | 3 dicembre 1932 |
| Ministro della Difesa                      |          | Kurt von Schleicher             | Indipendente di destra | 1º giugno 1932  | 3 dicembre 1932 |
| Ministro della Giustizia                   |          | Franz Gürtner                   | DNVP                   | 1º giugno 1932  | 3 dicembre 1932 |
| Ministro delle Finanze                     |          | Lutz Schwerin von Krosigk       | Indipendente di destra | 1º giugno 1932  | 3 dicembre 1932 |
| Ministro dell'Economia                     |          | Hermann Warmbold                | Indipendente di destra | 1º giugno 1932  | 3 dicembre 1932 |
| Ministro del Lavoro                        |          | Hugo Schäffer                   | Indipendente di destra | 5 giugno 1932   | 3 dicembre 1932 |
| Ministro delle Poste e Trasporti           |          | Paul Freiherr von Eltz-Rübenach | Indipendente di destra | 1º giugno 1932  | 3 dicembre 1932 |
| Ministro dell'Alimentazione e Agricoltura  |          | Magnus van Braun                | DNVP                   | 1º giugno 1932  | 3 dicembre 1932 |
|                                            |          |                                 |                        |                 |                 |
| Ministro senza portafogli                  |          | Franz Bracht                    | DZP                    | 29 ottobre 1932 | 3 dicembre 1932 |
| Ministro senza portafogli                  |          | Johannes Popitz                 | Indipendente di destra | 29 ottobre 1932 | 3 dicembre 1932 |
|                                            |          |                                 |                        |                 |                 |
| Sottosegretario alla Cancelleria del Reich |          | Erwin Planck                    | Indipendente di destra | 1º giugno 1932  | 3 dicembre 1932 |